# Archichlora perniciosa
Archichlora perniciosa är en fjärilsart som beskrevs av Claude Herbulot 1972. Archichlora perniciosa ingår i släktet Archichlora och familjen mätare. Inga underarter finns listade i Catalogue of Life.